# Fobie socială
Tulburarea de anxietate socială (sau fobia socială) este o problemă de sănătate mentală cronică care presupune o anxietate și o teamă irațională față de situații și activități în care individul crede că este observat, evaluat și/sau judecat de către alte persoane și că se va face de râs sau va fi umilit.
Anxietatea socială este una dintre cele mai des întâlnite probleme de sănătate mentală și afectează aproximativ 13% din populație.

## Simptome

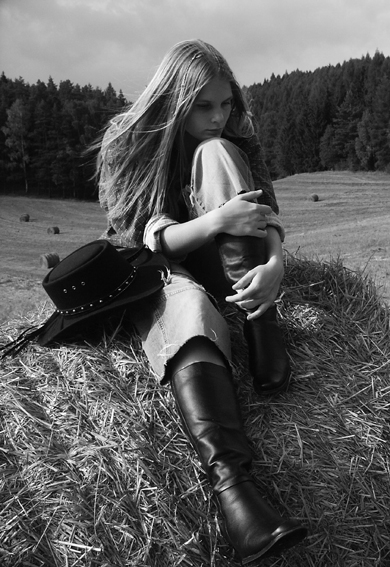
Persoanele cu anxietate socială tind să se izoleze de cei din jur.

În general, persoanele cu anxietate socială:
- prezinta o teamă intensă de a nu se face de râs în fața altora;
- se îngrijorează legat de cum se vor simți și cum se vor comportă în fața altora;
- se tem că ceilalți îi vor judeca sau "își vor da seama" cum sunt cu adevărat;
- resimt o teamă intensă în preajma altor persoane, mai ales în preajma persoanelor pe care le consideră importante sau a persoanelor necunoscute;
- încearcă să evite locurile în care sunt mulți oameni;
- au dificultăți în a-și face prieteni sau a menține relații sociale;
- au simptome fizice (tahicardie, transpirații, înroșirea feței, disconfort abdominal, încordare musculară și tremurături etc.) în anumite contexte sociale în care se simt anxioși.

Anxietatea socială afectează gândirea, dispoziția și comportamentul. Totodată, comportamentele disfuncționale mențin tulburarea și creează la rândul lor o serie de probleme: abandon școlar sau pierderea locului de muncă, dificultăți în a începe și a mentine o relație intimă, dificultăți în dezvoltarea unei cariere profesionale etc.

### Gânduri, emoții și comportamente în anxietatea socială
Pe baza experienței timpurii, persoanele cu anxietate socială dezvoltă o serie de credințe legate de sine și de ceilalți; aceste credințe pot fi împărțite în trei categorii:
1. standarde excesiv de înalte pentru performanța socială;
2. credințe privind consecințele unui anumit comportament social;
3. credințe legate de sine.

Aceste credințe determină persoana să interpreteze situațiile sociale (întâlniri, mers la restaurant, susținut un interviu etc.) ca fiind "periculoase", și să prezică eșecul în context social.
Încă dinainte de intrarea într-o situație socială, persoanele cu acest tip de anxietate prezintă îngrijorări și stări de teamă cu privire la modul în care se vor comporta sau/și vor fi percepute de ceilalți. Scenariile negative pot să apară chiar cu câteva zile înaintea situației sociale, crescând anxietatea (anxietate anticipatorie) și determinând persoana să devină foarte atentă la ce se întâmplă în corpul ei precum și la modul în care este percepută de ceilalți (anxietate hipervigilentă).
Persoanele cu anxietate socială prezintă o serie de comportamente de evitare și asigurare, care scad pe moment anxietatea, însă mențin, pe termen lung, credințele disfuncționale (evită să vorbească în public, evită situațiile în care pot fi în centrul atenției, evită să intre în contact cu persoane noi/necunoscute etc.). Evitarea situațiilor sociale conduce, totodată, la scăderea abilităților sociale, prin absența exersării acestora (abilități de comunicare, asertivitate, ascultare activă, stabilirea contactului vizual etc.).

## Cauze
Ca multe alte tulburări de sănătate mentală, anxietatea socială este rezultatul unei interacțiuni complexe între factori sociali, biologici și psihologici.

### Cauze sociale sau de mediu
Unii cercetători și psihologi consideră că anxietatea socială este de fapt un comportament învățat, cu alte cuvinte se poate dezvolta în urma observării și interacțiunii cu persoane care au această problemă. Ar putea exista o asociere între părinții care sunt supraprotectivi, care încearcă să controleze totul și anxietatea socială. De multe ori astfel de părinți nu-și dau seama de problema copilului lor pentru că ei înșiși au această problemă și li se pare a fi ceva normal.
De asemenea, se pare că anumite evenimente critice din copilărie îi pot predispune pe oameni să dezvolte fobie socială. De exemplu, unele studii au arătat că 40–50% din persoanele cu fobie socială își pot aduce aminte de unul sau mai multe evenimente sociale traumatice – de exemplu să fii umilit în public, să fii tachinat sau agresat de colegi, să fii abandonat de persoane importante. Alte studii au găsit o legătură între prezența unor evenimente negative majore precum divorțul părinților, violență în familie, probleme psihice ale părinților, abuzuri fizice sau sexuale și riscul de a dezvolta o tulburare de anxietate sau depresie în general.

### Cauze psihologice
Printre factorii psihologici se numără existența unei traume emoționale sau psihologice avută în copilărie sau lipsa unei relații de atașament corespunzătoare în primii ani de viață.
O trăsătură de personalitate cu impact în dezvoltarea fobiei sociale este neuroticismul. Termenul se referă la tendința unor indivizi de a se îngrijora frecvent, de a reacționa cu ușurință cu emoții negative în situații stresante (se enervează, se sperie, plâng ușor) sau de a se simți vulnerabili în fața stresului. Persoanele cu nivel ridicat de neuroticism sunt mai vulnerabile să dezvolte de-a lungul vieții probleme de anxietate și depresie în general și au mai multe acuze somatice în perioade de stres.

### Cauze biologice
Unele persoane sunt mai predispuse să dezvolte fobie socială. Este foarte probabil ca acest lucru să fie determinat de niște mecanisme genetice. Mai multe studii familiale au raportat că există un risc de 2–3 ori mai mare ca persoanele cu rude diagnosticate cu fobie socială să dezvolte și ele această tulburare (într-un studiu din The American Journal of Psychiatry din 1998 acest risc a fost apreciat ca fiind de 10 ori mai mare când e vorba de forma generalizată). În plus, studiile realizate pe gemeni indică rate de heritabilitate de 30–50%.
Cercetătorii explorează ideea că anumite substanțe chimice ale corpului uman ar putea juca un rol în tulburarea anxietății sociale. De exemplu, un dezechilibru în creier al neurotransmițătorului chimic serotonină ar putea fi un factor. Printre alte lucruri, serotonina este implicată în reglarea dispoziției și a emoțiilor. Indivizii care suferă de fobie socială tind să producă prea multă serotonină, potrivit unui studiu al cercetătorilor de la Universitatea Uppsala. De fapt, cu cât cantitatea de serotonină produsă este mai mare, cu atât devin mai anxioși în situații sociale.
La nivel cerebral, tulburările de anxietate au fost asociate cu un dezechilibru în cuplarea funcțională dintre amigdală (o structură nervoasă cheie implicată în declanșarea reacțiilor de frică) și cortexul prefrontal (o regiune cerebrală cu rol major în relgarea emoțiilor și comportamentelor). Simplu spus, persoanele cu tulburări de anxietate prezintă o hiperactivare a amigdalei care este slab controlată de cortexul prefrontal, ceea ce le predispune spre reacții exagerate și persistente de frică.

## Diagnostic
Neliniștea sau teama de situații sociale nu trebuie interpretată automat ca un diagnostic clinic. De fapt, în intervalul de vârstă 14–24 de ani cam 20% dintre bărbați și aproximativ 30% dintre femei prezintă diverse temeri, destul de puternice legate de situațiile sociale. Diagnosticul de fobie socială este pus numai dacă comportamentul de evitare interferează cu rutina normală a persoanei sau cu activitățile de zi cu zi, dacă există o suferință marcantă în legătură frica.
Există o fobie socială circumscrisă anumitor situații sau se poate vorbi de o fobie socială generalizată (frica si evitarea apare în legătură cu aproape toate situațiile în care persoana poate fi evaluată de către alte persoane).
O anumită timiditate este catalogată ca fiind fobie socială atunci când:
- frica este persistentă și intensă;
- expunerea la o situație socială produce invariabil o reacție de frică puternică;
- individul evită situațiile sociale pe care le consideră periculoase sau le îndură cu un distres semnificativ;
- individul este conștient că frica sa este irațională și excesivă;
- frica împiedică funcționarea individului în viața de zi cu zi.

## Tratament
Fobia socială nu este o problemă tranzitorie. Datele din studii clinice și comunitare au arătat că fobia socială are o evoluție cronică, cu simptome ce pot persista pe o perioadă de peste 20 de ani dacă nu este tratată corespunzător. Ca în toate tulburările de anxietate, există două tipuri de tratamente bine validate – care se aplică independent sau în combinație: psihoterapie și medicație.

### Psihoterapia cognitiv-comportamentală
Psihoterapia cognitiv-comportamentală (prescurtată adesea CBT, din engleză cognitive-behavioral therapy) se bazează pe nenumărate studii clinice care arată că problemele psihologice de tip anxietate și depresie pot fi corectate prin modificarea modului în care oamenii gândesc și a modului în care aceștia acționează.
Una din tehnicile utilizate în cadrul CBT este tehnica expunerii. Aceasta presupune expunerea într-un mediu sigur și controlat, la situațiile sociale care provoacă anxietate. La fel ca și în cazul altor tipuri de fobii, expunerea în acest caz implică confruntarea gradată și repetată cu situațiile problematice pe un fond de relaxare. La început această confruntare se face în imaginar, iar pe măsură ce anxietatea dispare se face trecerea în mediul real.
Psihoterapia cognitiv-comportamentală are un grad crescut de eficiență în tratamentul anxietății sociale, conform studiilor clinice. Mai mult, cercetările au demonstrat menținerea efectelor pozitive obținute în terapie și după cinci ani de la finalizarea intervenției.

### Tratament medicamentos
Pentru tratamentul anxietății sociale sunt utilizate trei tipuri de medicamente: antidepresivele, benzodiazepinele și beta-blocantele. Cu toate acestea, datorită faptului că anxietatea socială este de obicei o boală cronică, efectul acestor medicamente este unul de scurtă durată, iar întreruperea tratamentului aduce cu sine reapariția problemelor. Tocmai de aceea avantajul psihoterapiei în raport cu medicația este durabilitatea în timp a rezultatelor obținute și absența efectelor secundare.

## Fobia socială și timiditatea
Fobia socială nu este sinonimă cu timiditatea. Persoanelor timide nu le este teamă că vor fi umilite sau puse într-o situație penibilă, iar timiditatea nu le împiedică să își desfășoare în mod normal activitățile zilnice. Potrivit unui studiu efectuat de cercetători ai Institutului Național pentru Sănătate Mintală din Maryland (Statele Unite) și publicat în revista de specialitate Pediatrics, fobia socială apare și în absența timidității, iar timiditatea apare și fără fobie socială. Mai mult, cele două apar mai degrabă izolat decât împreună.
Timiditatea este definită ca "inhibiție comportamentală" și ține de temperamentul individului. Atunci când întâlnesc situații sau persoane noi, persoanele timide sunt uneori reticente, neliniștite sau "rușinoase", însă pot trece de sentimentul de discomfort și se adaptează bine mediului.
Fobia socială, pe de altă  parte, este o tulburare de anxietate care produce dizabilitate, deoarece afectează viața persoanei pe plan social, profesional etc. O persoană cu anxietate socială va suporta cu greu situații în care anticipează că va fi evaluat, chiar în viața de zi cu zi. În consecință, pentru a evita emoțiile intens negative pe care le resimte în situații sociale, va evita pe cât posibil și va găsi justificări pentru neimplicarea sa.